# Набережная Северной Двины
На́бережная Се́верной Двины́ — одна из главных улиц города Архангельска. Тянется по правому берегу реки Северная Двина от Северодвинского до Кузнечевского моста (и около 200 м после него).
Излюбленное место времяпрепровождения горожан. Традиционное место народных гуляний во время летних городских праздников (День города, День военно-морского флота). В июне набережная становится местом проведения Фестиваля уличных театров. Творческие коллективы и гости города дают свои представления как на набережной, так и в других местах города.

## Описание
Нумерация зданий не следует общему правилу, когда чётные и нечётные номера домов располагаются на разных сторонах улицы, поскольку здесь почти все здания находятся на городской стороне набережной. Речная сторона набережной является левой по направлению возрастания номеров (которое совпадает с направлением течения Двины), городская сторона — правой. Направление улицы вначале западное, затем она поворачивает на север и в конце — на северо-восток, охватывая весь центр Архангельска. Длина — около 7,5 км. 

## Название
Улица получила нынешнее название в 1993 году.
До 1935 года она называлась просто набережной, однако её части носили отдельные наименования: между современными улицами Иоанна Кронштадтского и Карла Либкнехта — Торговая улица или Торговая набережная; между современными улицами Либкнехта и Воскресенской — Петровский бульвар. 14 октября 1935 года набережная была переименована в Проспект Сталинских Ударников, 1 марта 1946 года — в Набережную им. Сталина, в 1961 году — в Набережную им. В. И. Ленина.
До 1954 года название Набережная Северной Двины носила нынешняя Набережная Георгия Седова в Соломбале (исторический островной район Архангельска, отделённый от центра рекой Кузнечиха).

## Пересекающие улицы
Набережная пересекается следующими улицами (перечислены в направлении нумерации домов):
- ул. Смольный Буян, продолжающаяся Северодвинским мостом;
- ул. Урицкого;
- ул. Романа Куликова;
- ул. Северодвинская;
- ул. Розы Люксембург;
- ул. Выучейского;
- ул. Иоанна Кронштадтского;
- Троицкий проспект (далее он идёт параллельно набережной в квартале от неё);
- ул. Серафимовича;
- ул. Володарского;
- ул. Поморская;
- пер. Театральный;
- пер. Банковский;
- ул. Карла Либкнехта;
- ул. Воскресенская;
- Гостинодворский переулок
- ул. Свободы;
- ул. Северных конвоев;
- ул. Петра Норицына;
- ул. Карла Маркса;
- ул. Попова;
- ул. Логинова;
- ул. Садовая;
- ул. Гайдара;
- ул. Вологодская;
- ул. Федота Шубина;
- ул. Суворова;
- ул. Комсомольская;
- проезд Выборнова;
- ул. Гагарина, продолжающаяся Кузнечевским мостом.

## Транспорт
В настоящее время для движения общественного транспорта открыт участок от Коммунальной ул. до пл. Профсоюзов.
По этому маршруту в обе стороны осуществляют движение автобусы маршрута 1, 1у, 3, 7, 42, 44, 61, 62, 104у, а также 75, 76, 77 (движение одностороннее).
До 1994 года на участке от пл. Профсоюзов до Воскресенской ул. проходил маршрут № 2 троллейбуса.
В настоящее время движение транспорта на участке от пл. Профсоюзов до Комсомольской ул. в основном запрещено.

## Достопримечательности
- Михаило-Архангельский кафедральный собор
- Памятник Доблестным защитникам Советского Севера.
- Памятник императору Петру I (напротив здания школы, д. № 82).
- Обелиск «Жертвам интервенции 1918—1920 годов».
- Памятник учёному-энциклопедисту М. В. Ломоносову.
- Братская могила расстрелянных красноармейцев и большевиков.
- Памятник «Юнгам Северного флота». Авторы: Ф., В. и М. Согоян. Установлен в 1993 году[4].
- Шхуна «Запад» — памятник северным деревянным парусным судам[5].
- Красная пристань (быв. Пристань Дальнего плавания) — на участке набережной между улицами Воскресенской и Карла Либкнехта.
- Особняк Суркова — памятник архитектуры, деревянный особняк конца XIX века, расположенный на пересечении Набережной и ул. Попова.
- Стела «Архангельск — город воинской славы».
- Памятник адмиралу Кузнецову.
- Памятник «Тюленю – спасителю жителей Архангельска и блокадного Ленинграда», открыт в мае 2010 года.

## Адреса
- дома 12—17 — Северный (Арктический) федеральный университет им. М. В. Ломоносова;
- д. 23 — Институт экологических проблем Севера Федерального исследовательского центра комплексного изучения Арктики Российской академии наук, находится в здании бывшего архиерейского дома (1819, 1898 гг.):
- д. 24 — торговый центр «Прага»;
- д. 25 — Архангельский городской лицей им. М. В. Ломоносова;
- д. 26 — Морской-речной вокзал:
- д. 27 — торговый центр «Час Пик»;
- д. 28 — отделение Пенсионного Фонда России по Архангельской области;
- д. 34 — здание духовной консистории (1830-е гг.):
- д. 35 — филиал Российского фонда федерального имущества в Архангельской области[6], находится в здании постройки 1907 г., принадлежавшем до революции Я. А. Беляевскому и известном также как дом Гайдара, так как в нём в 1930-х годах жил А. П. Гайдар:
- д. 36 — ОАО «Северное морское пароходство». Напротив — строящийся собор Михаила Архангела, часовни Михаила Архангела и Матроны Московской, где был ранее расположен памятник Доблестным защитникам Советского Севера:
- д. 47 — бывшее архангельское подворье Сурского монастыря (1905—1907, архитектор Ермолин), ныне военкомат и военная прокуратура:
- д. 54 корп. 1 — Всероссийский заочный финансово-экономический институт;
- д. 62 — здание общественных бань Я. Е. Макарова (1890−1904 гг., архитектор В. А. Никитин). В настоящий момент отреставрировано, в нём располагается пекарня и ресторан:
- д. 66 — бассейновая поликлиника водников им. Н. А. Семашко;
- д. 72/1 (на пересечении с Поморской ул.) — Государственное музейное объединение «Художественная культура Русского Севера», до революции — главный дом городской усадьбы Е. К. Плотниковой (конец XVIII — начало XX вв.):
- д. 73 — Областной центр дополнительного образования (бывш. Дворец пионеров), Архангельская областная школа одарённых детей;
- дома 74/3, 75а , 75/3 — здания подворья Николо-Корельского монастыря (конец XIX — начало XX века) и церковь Святителя Николая Чудотворца (1904—1906 гг.):
- д. 76/2 , 76, 75 — здание Коммерческого банка (конец XVIII — начало XIX вв.) и Торговые корпуса подворья Николо-Корельского монастыря (1910 г., 1844 г.), ныне музыкальная школа № 1:
- д. 77, корп. 1 — церковь Зосимы, Савватия и Германа Соловецких (1818):
- д. 77 — Архангельское подворье Соловецкого монастыря (действующее);
- д. 78 — здание почтовой конторы (конец XVIII — начало XIX вв.):
- д. 79 — здание таможни и банковой конторы (1876 г.), ныне — Государственное музейное объединение «Художественная культура Русского Севера»:
- д. 80 — Государственный Северный морской музей;
- д. 82 — Благородное собрание и Городское училище (конец XVIII — начало XIX вв.), ныне — средняя школа № 4, напротив неё — памятник Петру I.
- д. 84 — Областной центр социального здоровья семьи;
- дома 85—86 — Архангельские гостиные дворы:
- д. 88 — бизнес-центр-отель «Столица Поморья»[7].
- площадь между домами 93—95 — Монумент Победы в Великой Отечественной войне 1941—1945 гг и Вечный огонь (1969, скульпторы А. Михалёв, Ю. Чернов, архитектор В. Кибирев):
- на речной стороне набережной между домами 93—95 — Памятник тюленю, спасителю жителей Архангельска и блокадного Ленинграда.
- д. 95 — детское отделение Областного психоневрологического диспансера;
- д. 95, корп. 2 — Управление культуры и молодёжной политики мэрии Архангельска;
- д. 96, корп. 1 — Дом архитекторов. Мемориальная доска Даниилу Андреевичу Подоплекину (1910—1992)[8];
- д. 98 — Архангельское региональное отделение Общества Красного Креста;
- д. 109 — здание бывшего Торгово-мореходного училища (памятник архитектуры регионального значения, год постройки 1855), ныне — Институт экологических проблем Севера Федерального исследовательского центра комплексного изучения Арктики Российской академии наук;
- д. 111 — Арктический морской институт им. В. И. Воронина — Архангельский филиал Государственной морской академии. Здание бывшего торгово-мореходного училища (д. 109) относится к началу XIX в.:
- д. 110, корп. 1 — Городской клуб любителей бега «Гандвик»;
- д. 112 — бывш. Техническое училище им. Петра I и сахарный завод В. Брандта (1826, 1891—1893, 1900), ныне — Октябрьский районный суд:
- д. 112, корп. 3 — Федеральное агентство водных ресурсов; Двинско-Печорское бассейновое водное управление (ДПБВУ);
- д. 120 — здания комплекса бывших Казённых винных складов (1899—1905), ныне Архангельский ликёро-водочный завод (АЛВИЗ)[9] и геологическая экспедиция:
- д. 121 — бывший дом полковника Карцева (середина XIX в.), с 1899 года — Дом трудолюбия (для сирот); ныне — ветлаборатория:
- д. 123 — учебно-производственный комбинат РОНО, до революции — женская Ольгинская гимназия (здание постройки 1913—1915 гг.):
- д. 138 — Архангельская таможня;
- д. 139 — 191-й военный госпиталь Министерства обороны РФ (в/ч 55438).

## Галерея покорителей Арктики
- Монумент 
Андрею Курочкину
- Монумент
 Георгию Седову
- Монумент
 Отто Шмидту
- Монумент
 Владимиру Воронину
- Монумент
 Ивану Папанину